# Marcillac-la-Croze

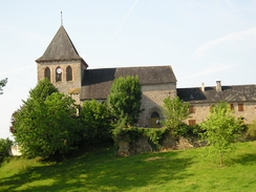
Kościół w Marcillac-la-Croze, 2008

Marcillac-la-Croze – miejscowość i gmina we Francji, w regionie Nowa Akwitania, w departamencie Corrèze.
Według danych na rok 1990 gminę zamieszkiwało 226 osób, a gęstość zaludnienia wynosiła 37 osób/km² (wśród 747 gmin Limousin Marcillac-la-Croze plasuje się na 410. miejscu pod względem liczby ludności, natomiast pod względem powierzchni na miejscu 632.).